# Microsoft Visual SourceSafe
Visual Source Safe (VSS) è stato un software client-server utilizzato per la gestione delle versioni degli sviluppi software (programmi). Era in genere utilizzato dalle software house per archiviare in modo ordinato tutte le versioni dei software sviluppati "in casa".
Il pacchetto VSS di solito veniva utilizzato con le suite di sviluppo Microsoft: Visual Studio e FrontPage.
A partire da Visual Studio 2010, Microsoft non ha più distribuito Visual SourceSafe in favore di Team Foundation Server. L'ultima versione è stata la Visual SourceSafe 2005, il cui supporto è terminato a giugno 2012.